# Marc Octavi Lígur
Marc Octavi Lígur (en llatí Marcus Octavius Ligur) va ser un senador romà. També va ser tribú de la plebs l'any 82 aC junt amb un germà seu de nom Luci Octavi Lígur.
Quan Gai Sacerdos era pretor a Sicília, va ser propietari d'una gran finca rebuda per l'herència d'un Gai Sulpici Olimp. Quan Verres es va convertir en pretor, una filla del patró de Sulpici va reclamar la seva sisena part a la qual per un edicte del pretor tenia dret, i Lígur va haver d'anar a Roma per pledejar pels seus interessos. Verres llavors li va demanar diners per afavorir la seva causa, l'any 74 aC.